# Gojslav I.
Gojslav I. bio je hrvatski kralj iz vladarske dinastije Trpimirovića koji je vladao od 1000. do oko 1020. godine.

## Životopis
Sin je kralja Stjepana Držislava i brat Svetoslava Suronje i Krešimira III.
Spominje se u ispravi kralja Petra Krešimira IV. iz 1066. ili 1667. godine kojom samostanu sv. Krševana potvrđuje posjed u Diklu.
Smatra se kako je Stjepan Držislav umro oko 995. godine te da je Svetoslav, protiv kojeg su se mlađa braća pobunila, bio još za života kralja Držislava njegovim suvladarom. Braća Krešimir i Gojslav zbacuju Svetoslava i postaju vladarima. Vojni pohod cara Samuila prema Zadru (998.) povezuje se s podrškom Krešimiru i Gojslavu jer se Svetoslav bio sklonio u neki od dalmatinskih gradova. Tada je dužd Petar II. Orseolo zauzeo sve gradove bizantske Dalmacije i hrvatski grad Biograd te u Trogiru sklopio sporazum sa Svetoslavom.
Smatra se da Gojslav u to vrijeme bio suvladarom Krešimira III. Kakva je bila njegova stvarna uloga, nije moguće utvrditi. Tek se 1018./19. godine, u svezi s pokoravanjem zapadnih dijelova nekadašnjeg Samuilova carstva, spominju dvojica hrvatske braće vladara koji su prihvatili vrhovništvo Bizanta.